# Sudice u Boskovic
Sudice (deutsch Suditz) ist eine Gemeinde in Tschechien. Sie liegt fünf Kilometer nördlich von Boskovice und gehört zum Okres Blansko.

## Geographie

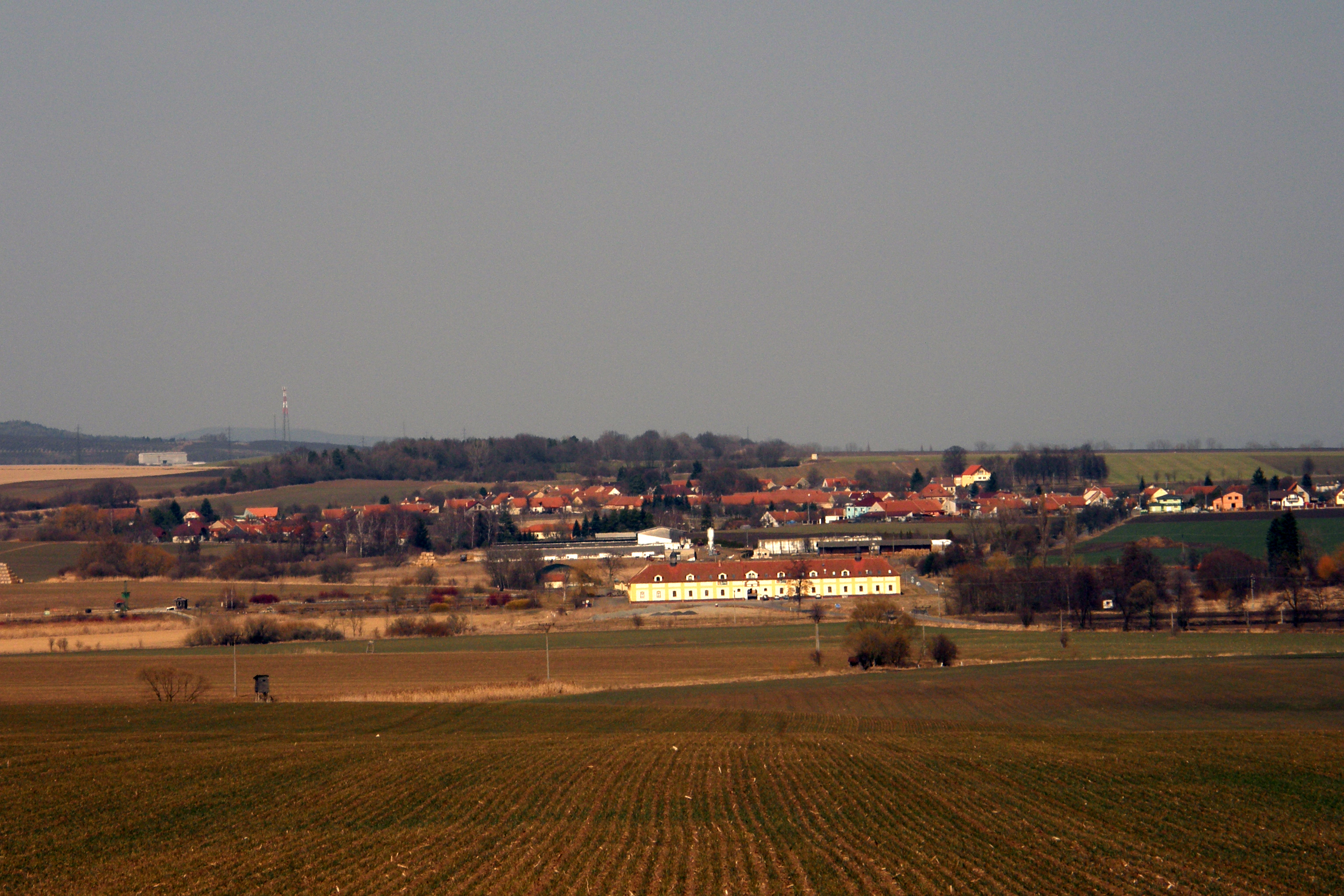
Panorama Sudice

Sudice befindet sich linksseitig des Baches Sudický potok, auch Kovářovický potok, in dem als Malá Haná bezeichneten nördlichen Teil der Boskowitzer Furche. Östlich des Dorfes fließt der Semíč. Im Osten erheben sich der Mojetín (607 m) und Příhon (552 m), südlich der Červený vrch (412 m) und südwestlich die Hodiška (410 m). Am westlichen Ortsrand verläuft die Trasse der unvollendeten Reichsautobahn Wien-Breslau. Östlich des Dorfes befindet sich im Drahaner Bergland die mittelalterliche Wüstung Stryelech, südöstlich liegt die Wüstung Lhota und im Süden am Fuße des Červený vrch die Wüstung Střelce.
Nachbarorte sind Drválovice und Vanovice im Norden, Knínice u Boskovic im Nordosten, Vážany und Melkov im Osten, Okrouhlá und Vratíkov im Südosten, Pastvisko und Boskovice im Süden, Chrudichromy und Hodiška im Südwesten, Bačov im Westen sowie Vísky, Amerika und Pamětice im Nordwesten.

## Geschichte
Die erste schriftliche Erwähnung des Dorfes erfolgte im Jahre 1145 im Zuge eines Gütertausches zwischen dem Prämonstratenserkloster Litomyšl und Herzog Otto I. über zwei Felder in Sudice. 1274 tauschte das Kloster Hradisko Sudice bei Hermann von Letovice gegen Bohušín ein. Später erwarben die Herren von Boskowitz die Güter. 1349 überließ Jan von Boskowitz an Katharina, die Witwe Archleb von Boskowitzs, einen Teil seiner Güter, darunter auch Sudice, zum Nießbrauch. Der Hof Pastvisko wurde 1371 im Zuge der Überlassung durch Ulrich von Boskowitz an seine Frau Zdenka von Cimburg erstmals erwähnt. Seit 1376 war Sudice auch Sitz von Vladiken; auf Martin von Sudice folgte 1406 Václav Nahrádek von Sudice. Tas von Boskowitz und Brandýs verkaufte 1391 einen Teil des Dorfes an Heralt von Kunstadt. Die an der Einmündung des Kovářovický potok in den Semíč befindliche uralte Mühle Pastvisko kaufte der Besitzer der Herrschaft Boskovice, Václav von Zástřizl, 1627 von Nikolaus Pexa. Er ließ den Hof Pastvisko neu errichten und schloss die umliegenden Dörfer daran an. Zugleich überließ Václav von Zástřizl bis 1647 den bei der Mühle gelegenen Wald Vejštici einschließlich der Wiese Panina louka an seine Frau Eusebia von Proskau. Sudice bestand im Jahre 1740 aus 35 Häusern. 1793 lebten in den 39 Häusern des Dorfes 420 Menschen. Im Jahre 1846 war das Dorf auf 68 Häuser angewachsen und hatte 419 Einwohner. Im selben Jahre zerstörte ein Großfeuer fast das gesamte Dorf. Bis zur Mitte des 19. Jahrhunderts blieb Sudice zur Herrschaft Boskovice untertänig.
Nach der Aufhebung der Patrimonialherrschaften bildete Sudice ab 1850 eine Gemeinde in der Bezirkshauptmannschaft Boskovice. Im Jahre 1856 erwarb die Familie Mensdorff-Pouilly die Boskowitzer Güter einschließlich des Hofes Pastvisko. Ein erneuter Großbrand vernichtete 1882 mehrere Scheunen und zehn Schuppen. 1887 gründete sich die Freiwillige Feuerwehr. Im Jahre 1900 bestanden in Sudice 89 Häuser, in denen 597 Menschen lebten. Die gesamte Einwohnerschaft des Ortes gehörte der tschechischen Volksgruppe an. 1911 hatte Sudice 667 Einwohner und 1921 waren es 706. Nach dem Ende des Ersten Weltkrieges verkauften die Grafen Mensdorff-Pouilly die Mühle an Josef Kovařík aus Sudice. Im Jahre 1931 lebten in den 119 Häusern des Ortes 599 Personen.
Nach der Enteignung der Grafen Mensdorff-Pouilly wurde der Hof Pastvisko 1948 an das staatliche Schulgut Boskovice angeschlossen. Mit Beginn des Jahres 1961 wurde Sudice dem Okres Blansko zugeordnet. 1969 kaufte die JZD Sudice den Hof Pastvisko. 1975 bestand Sudice aus 143 Häusern und hatte 477 Einwohner. Zwischen 1980 und 1991 war Sudice nach Boskovice eingemeindet. Im selben Jahre hatte das Dorf 461 Einwohner. Nach der Eingemeindung setzte ein deutlicher Bevölkerungsrückgang ein. Seit 1992 besteht die Gemeinde wieder, zu dieser Zeit hatte Sudice 382 Einwohner. Im Jahre 2009 lebten in Sudice 454 Tschechische Staatsbürger und 14 Ausländer mit dauerhaftem Wohnsitz.

## Gemeindegliederung
Für die Gemeinde Sudice sind keine Ortsteile ausgewiesen. Zu Sudice gehört die Einschicht Pastvisko.